# David Martin (tenista)
David Martin (Tulsa, 22 de Fevereiro de 1981) é um tenista profissional americano, especialista em duplas seu melhor ranking na modalidade de N. 38, pela ATP, em 2008.

## Titulos
- 2008 ATP de San Jose, EUA com Scott Lipsky